# Transcription de Hans Wehr
Le système de transcription de Hans Wehr est utilisé dans son Dictionnaire de l'arabe écrit moderne (Dictionary of Modern Written Arabic -  (ISBN 0879500026)). Il a fait l'objet de plusieurs versions successives.
Ses principales caractéristiques sont les suivantes :
- les symboles utilisés sont des caractères latins minuscules (sauf dans les premières éditions où des majuscules étaient employées), ainsi que les deux demi-anneaux ʾ et ʿ.
- il n'utilise aucun digramme
- il utilise trois types de diacritiques : le point souscrit, la brève ˘ et le macron ¯ (souscrit pour les consonnes, suscrit pour les voyelles longues).

La table ci-dessous fournit la transcription des consonnes.

## Principe
Elle n'emploie aucun digraphe et préfère les macrons.
| Lettre | Nom  | Translittération | 4e édition |
| ------ | ---- | ---------------- | ---------- |
| ا      | alif | ā ou ʼ           |            |
| ب      | bāʼ  | b                |            |
| ت      | tāʼ  | t                |            |
| ث      | ṯāʼ  | ṯ                |            |
| ج      | ǧīm  | ǧ                | j          |
| ح      | ḥāʼ  | ḥ                |            |
| خ      | ḫāʼ  | ḫ                | ḵ          |
| د      | dāl  | d                |            |
| ذ      | ḏāl  | ḏ                |            |
| ر      | rāʼ  | r                |            |
| ز      | zāy  | z                |            |
| س      | sīn  | s                |            |
| ش      | šīn  | š                |            |
| ص      | ṣād  | ṣ                |            |
| ض      | ḍād  | ḍ                |            |
| ط      | ṭāʼ  | ṭ                |            |
| ظ      | ẓāʼ  | ẓ                |            |
| ع      | ʻain | ʻ                |            |
| غ      | ġain | ġ                | ḡ          |
| ف      | fāʼ  | f                |            |
| ق      | qāf  | q                |            |
| ك      | kāf  | k                |            |
| ل      | lām  | l                |            |
| م      | mīm  | m                |            |
| ن      | nūn  | n                |            |
| ه      | hāʼ  | h                |            |
| و      | wāw  | w, u, or ū       |            |
| ي      | yāʼ  | y, i, or ī       |            |